# Труды Отдела древнерусской литературы
«Труды́ Отде́ла древнеру́сской литерату́ры» (сокр. ТОДРЛ) — ежегодное серийное научное издание, сборник исследовательских статей, материалов и публикаций, является главным печатным органом Отдела древнерусской литературы Института русской литературы (Пушкинского Дома) Российской академии наук в Санкт-Петербурге.

## История
Издание было задумано сразу же после создания самого отдела, в 1934 году вышел в свет его 1-й том, в 1973 году был издан 27-й том, к 2014 году издан 62-й том.
В настоящее время осуществляется публикация полнотекстовой электронной версии томов ТОДРЛ.
Первые 18 томов были переизданы в США издательством Johnson & Johnson.

## Содержание
В ТОДРЛ публикуются материалы, охватывающие широкий круг тем, связанных с литературой и письменностью на Руси в XI—XVII веках, древнерусским фольклором, искусством, театром, по связям древнерусской литературы с литературой других народов мира.
В разное время печатались исследования древнерусского летописания, «Слова о полку Игореве», «Задонщины», публицистики, относящейся к концу XV—XVI веков, повестей начала XVII века, а также повестей сатирического и воинского жанров, сочинений протопопа Аввакума.
В ТОДРЛ было опубликовано большое количество найденных историко-литературных памятников, обзоров, описаний рукописей и рукописных собраний.

### Редакционная коллегия
- Ответственный редактор:[2]
  - Наталья Владимировна Понырко, доктор филологических наук, профессор, заведующая Отделом древнерусской литературы.
- Редакторы:
  - Александр Григорьевич Бобров — доктор филологических наук;
  - Александр Валерьевич Пигин — доктор филологических наук;
  - Татьяна Робертовна Руди — кандидат филологических наук, старший научный сотрудник;
  - Светлана Алексеевна Семячко — доктор филологических наук, ведущий научный сотрудник;
  - Лидия Викторовна Соколова — кандидат филологических наук, ведущий научный сотрудник;
  - Ирина Владимировна Фёдорова — кандидат филологических наук;
  - Марина Анатольевна Федотова — кандидат филологических наук.

Редакторами ТОДРЛ в разное время являлись:
- академик А. С. Орлов;
- член-корреспондент АН СССР В. П. Адрианова-Перетц;
- академик Д. С. Лихачёв;
- доктор филологических наук И. П. Ерёмин;
- доктор филологических наук В. И. Малышев;
- член-корреспондент РАН Л. А. Дмитриев.

## Отзывы
Известный российский историк, источниковед, археограф В. И. Буганов указывает: 
Для ТОДРЛ характерны широта проблематики, высокий исследовательский уровень публикуемых трудов, привлечение в качестве авторов большого круга специалистов из разных городов СССР, а также ряда зарубежных стран (Болгария, Польша, Румыния, Чехословакия, Югославия, Англия, США, Швейцария, Япония и др.).
Российский историк русской литературы и культуры С. Ф. Дмитренко отмечает:

Среди продолжающихся изданий Российской академии наук «Труды Отдела древнерусской литературы», или попросту ТОДРЛ, — одна из самых уважаемых и читаемых не только в филологических кругах серий. Основанная в 1934 году, она за годы своего существования приобрела репутацию авторитетной трибуны для обсуждения многочисленных проблем самого сложного периода развития отечественной словесности — допетровского.